# Назгулы
На́згулы (чёрное наречие: Nazgûl, «призрак кольца», от Nazg («кольцо») + Gûl («призрак»); любой из главных невидимых слуг Саурона, полностью подчинённых его воле), или Кольцепри́зраки (англ. Ringwraiths) — в легендариуме Толкина девять владык из расы людей, порабощённых Кольцом Всевластья и ставших слугами Саурона.
Предводителем назгулов был человек, ещё до обретения кольца искусный в колдовстве. Точное имя его неизвестно, в летописях Средиземья его называли «Король-чародей Ангмара». Когда в Третью Эпоху на карте Средиземья появилось королевство Ангмар, он возглавил его и одно за другим сокрушил арнорские королевства.
Первые упоминания о назгулах отмечаются 2251 годом Второй Эпохи; они также появлялись в 3441 году В. Э.; вновь замечены в Средиземье около 1300 года Третьей Эпохи.

## Происхождение назгулов
Во Вторую Эпоху эльфами Эрегиона во главе с Келебримбором под руководством Саурона были созданы Кольца Власти. В создании первых шестнадцати колец Саурон принимал самое деятельное участие, прикасаясь к ним и тем самым в тайне от эльфов направив их силу во зло, ещё до того, как сам выковал в Мордоре Единое Кольцо. Позднее, когда эльфы разгадали замысел Саурона, они попытались укрыть кольца, но войска Саурона захватили Дом Мирдайн, где работал Келебримбор, а вместе с кузницей — и все кольца, кроме трёх эльфийских, которые были созданы без прямого участия Саурона. Остальные кольца Саурон разделил на семь и девять; первые он отдал гномам, а последние — представителям расы людей, и если с гномами Саурон не преуспел, то заманить с свои сети людей оказалось легче всего.

Те, кто владел Девятью Кольцами, обрели могущество, были правителями, витязями и чародеями. Стяжали они славу и великое богатство, но всё это добро обернулось лихом. Казалось, они обрели бессмертие, но постепенно жизнь становилась им непереносима. Они могли, если желали, бродить незримо, недоступными глазу существ поднебесного мира, и видеть непостижимое для смертных; но слишком часто видели они лишь призраки и ловушки, сотворённые Сауроном. И один за другим, раньше или позже — что зависело от их природной силы и от того, добро или зло двигало ими с самого начала, — они становились рабами своих колец и подпадали под власть Единого Кольца Саурона. И стали они навеки невидимы, доступны лишь взгляду того, кто владел Верховным Кольцом, и сошли в мир теней. Назгулами стали они, Призраками Кольца, ужаснейшими слугами Врага; тьма следовала за ними, и крик их был голос смерти («Сильмариллион», пер. Н. Эстель).

Происхождение этой силы раскрыто во «Властелине Колец»:

Снова появились назгулы, и по мере того как Повелитель Тьмы разворачивал свои силы, их голоса, выражавшие лишь его волю и злобу, наполнялись злом и ужасом.

## Имена назгулов
В текстах Толкина приводится только имя второго по силе (после Короля-Чародея) назгула — Khamul (Кхамул), он же Тень Востока, одно время командир крепости Дол Гулдур. Один из истерлингов.

## Оружие и особенности назгулов

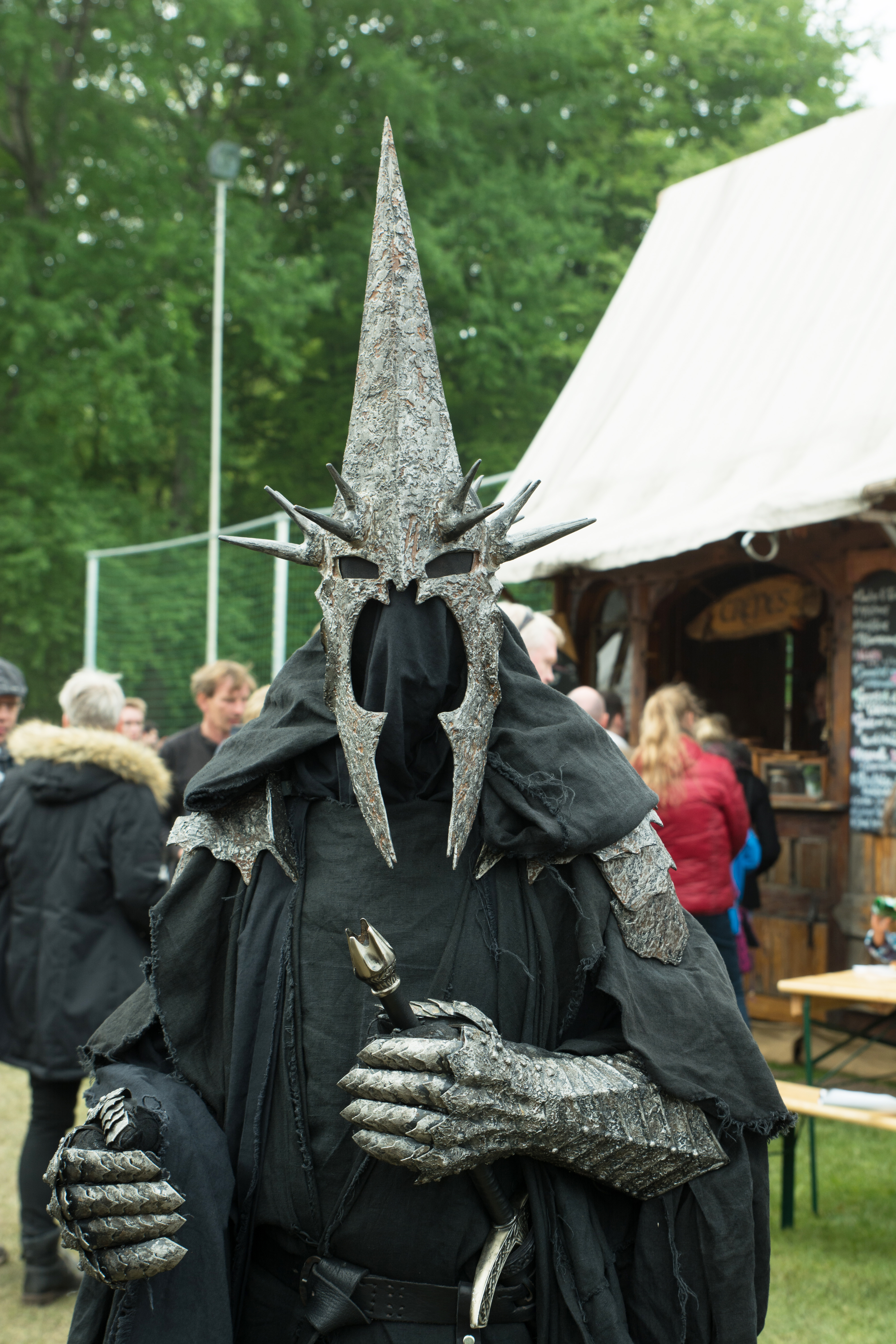
Участник фестиваля в Хоэнвештедте (Германия)

Помимо того, что каждый назгул внушал большинству существ невыносимый ужас, все Девять были вооружены обычным оружием. В частности, это был длинный прямой меч. Кроме него назгул был вооружён кинжалом — моргульским клинком. Ранение для всего живого было смертельным и хотя раненый не погибал сразу, но в теле его закреплялся обломок лезвия, продвигавшийся к сердцу жертвы и содействовавший «развоплощению» — медленному переходу в мир призраков, родную стихию назгулов и Саурона из Третьей Эпохи. Искусство врачевания Трёх Эльфийских Владык позволяло чувствовать обломки в теле поражённого и удачно извлекать их, однако это не позволяло раненым избежать участи жертвы моргульского клинка — близость с призрачным миром становилась завесой к радостям Видимого мира.
В Видимом мире назгул «имел форму, но не имел содержания». Поверх себя назгул носил чёрное одеяние с капюшоном. Их кони не видели назгула, таким образом огонь, способный уничтожить одеяние, представлял опасность.
В дневное время назгул практически слеп, он улавливает лишь тени, поэтому он привык полагаться днём на нюх, а также на зрение своих коней и прочих тварей, которые ему служат. У назгулов хороший слух, они отлично чувствуют живую кровь на расстоянии. В ночи они опаснее всего — они могут видеть во тьме. Им доступна тайнопись природы. Они способны прочитать следы на любой поверхности. Назгулы прекрасно владеют различными видами оружия, а также могут зачаровать почти любого, однако главным их оружием был смертельный ужас, от которого человек или какое-либо другое существо теряли волю и силы. Только храбрейшие из храбрых могли сражаться с ними в полную силу, что и продемонстрировал Арагорн во время стычки на горе Заветерь (Weathertop).
Обычно назгулы появлялись в образе чёрных всадников на вороных конях. Но после того, как кони погибли у Бруиненского Брода, они пересели на летающих существ, что давало им дополнительные преимущества. Надев Кольцо на Заветери, Фродо рассмотрел истинный облик назгулов — бледные, измождённые старцы высокого роста, облачённые в серые лохмотья и вооружённые блестящими стальными мечами (на горе он видел только пятерых, у брода через реку Бруинен — всех девятерых). На головах пятерых назгулов, увиденных Фродо на Заветери, были водружены серебряные шлемы; при этом один только Ангмарец носил поверх шлема ещё и корону.

## Назгулы в романе «Властелин Колец»
Долгое время столицей Гондора был Осгилиат, а Минас Анор и Минас Итиль были лишь опорными крепостями. Пока Мордор набирал силы, Осгилиат оказался разорен в междоусобной войне, а после чумы был покинут
В 2002 году Т. Э. назгулы захватили гондорскую крепость Минас Итиль и сделали её своей операционной базой — зловещим городом Минас Моргул, который с тех пор угрожал границам Гондора. Столица была перенесена в Минас Анор, отныне получивший название Минас Тирит.
В 3017 году Т. Э. (начало событий, описанных во «Властелине колец») Саурон узнал, что Кольцо Всевластья находится у некоего Бэггинса в Шире, и отправил назгулов на поиск Кольца. Они появились в Шире в тот же день, когда Фродо Бэггинс и его спутники отправились с Кольцом в Ривенделл. Преследуя хоббитов во время переправы через Бруинен, назгулы потеряли своих коней и были вынуждены вернуться в Мордор в виде бесплотных духов, после чего стали летать на крылатых чудовищах (впрочем, их предводитель, Король-чародей Ангмара, в начале битвы за Минас-Тирит — до прихода войска Рохана — вновь появился в качестве конного воина).
С уничтожением Кольца назгулы исчезли из Видимого мира. Их предводитель, Король-чародей Ангмара, был убит раньше — в битве на Пеленнорских полях от руки роханской принцессы Эовин и хоббита Мериадока Брендибака.

## В популярной культуре

### В музыке
- Шведская хеви-пауэр-метал-группа Sabaton посвятила назгулам песню Shadows из своего первого альбома Fist for Fight (2000).[значимость факта?]
- У австрийской группы в стиле black metal Summoning есть композиция Flight Of The Nazgul («Полёт Назгула») из альбома Lugburz (1995).[значимость факта?]
- У польской группы в стиле Gothic metal Artrosis есть композиция Nazgul.[значимость факта?]
- Существует польская группа в стиле epic heavy metal Witchking, названная в честь предводителя назгулов; тематика творчества группы базируется на Средиземье.[значимость факта?]
- Существует ирландская группа в стиле progressive death metal Khamûl, названная в честь второго по значимости назгула.[значимость факта?]
- Известно[кто?] как минимум 10 групп в стиле metal (как правило, black metal), называющихся «Назгул» (Nazgul) или содержащих это слово. Кроме того, ещё 4 группы сменили названия «Назгул» на другие.[значимость факта?]
- Существует хорошо известный в ролевом движении музыкант под ником Ден Назгул, и, соответственно, его группа Назгул Бэнд[значимость факта?]
- Русская симфо-блэк-метал-группа Despair посвятила предводителю назгулов песню Return of Nazgul с дебютного альбома In Memoriam (2013)[значимость факта?]
- Песня Вадима Самойлова на стихи Владислава Суркова «Чёрные всадники» с альбома «Полуострова»[источник не указан 2702 дня].
- Русская метал-группа Citadel имеет песню «Девять слуг тьмы», посвященную назгулам.[значимость факта?]